# Алатирський повіт
Алатирський повіт — адміністративно-територіальна одиниця Московського царства й Російської імперії, що існувала у 1565—1927 роках. У 1565—1708 роках у Приказі Казанского палацу, у 1708—1718 роках у Казанській губернії, у 1719—1780 роках — Нижньогородській губернії, у 1780—1796 роках у Симбірському намісництві, у 1796—1925 роках у Симбірській губернії. Повітове місто — Алатир.
Земля Алатирського повіту тепер відноситься до Чувашії та південь - до Ульяноської області. Алатирський повіт історично пов'язано з ерзьою й татарами. 

## Історія
Алатирський повіт утворено у 2-й половині 16 сторіччя з центром у місті Алатир, що був зведений за походу московського царя Івана IV Грозного на Казанське ханство у 1552 році на лівому березі Сури, при впадінні Алатиря.
У 16 — 1-й половині 17 сторіччя Алатирський повіт межував з Нижньогородським, Курмишським, Свіяжським, Арзамаським й Темниковським повітами, на півдні — з Диким полем.
У середині 17 сторіччя через проведення Білгород-Симбірської укріпленої лінії частина території відійшла до Симбірського й Саранського повітів.
За останньої чверті 18 сторіччя за рахунок території Алатирського повіту утворилися Ардатовський й Карсунський повіти Симбірської губернії.

## Устрій
У 16-17 сторіччях Алатирський повіт за внутрішнім устроєм, національному та соціальному складу мешканців мало відрізнявся від інших повітів Мордовії.
Дворцове населення підпорядковувалося Наказній ізбє, потім Новотроїцькій (Ардатовський) дворцовій керуючій конторі. Устроєм російських поміщицьких, монастирських селян займалася воєводська канцелярія.
Для власницьких селян повіт поділявся на Верхньосурський, Верньоалатирський, Нижньосурський, Верхньоп'янський й П'янський стани.
Дворцова волость була розділена на Верхньосурський, Верхньалатирський, Нижньосурський (Чукальський) стани.

## Поселення
У 1-й чверті 18 сторіччя на території повіту існувало 423 поселення, у тому числі 269 — поміщицьких селян, 16 — монастирських, 26 — палацових російських селян, 85 — палацової мордви й 27 поселень державних татар.

## Господарство
В Алатирських лісах зустрічалися бортники Арзамаського, Темниковського, Свіяжського повітів.
В Алатирському повіті розвивалися землеробське виробництво, винокурна, скляна, поташня промисловість, чисельні промисли (струговий, вуглежогний, візництво, бурлацтво, бондарський, бортний, рибальський). Регіон мав міцні економічні зв'язки з багатьма територіями центральної, півдкнної й північно-західної частин Московського царства.